# Friederike Sophie Seyler

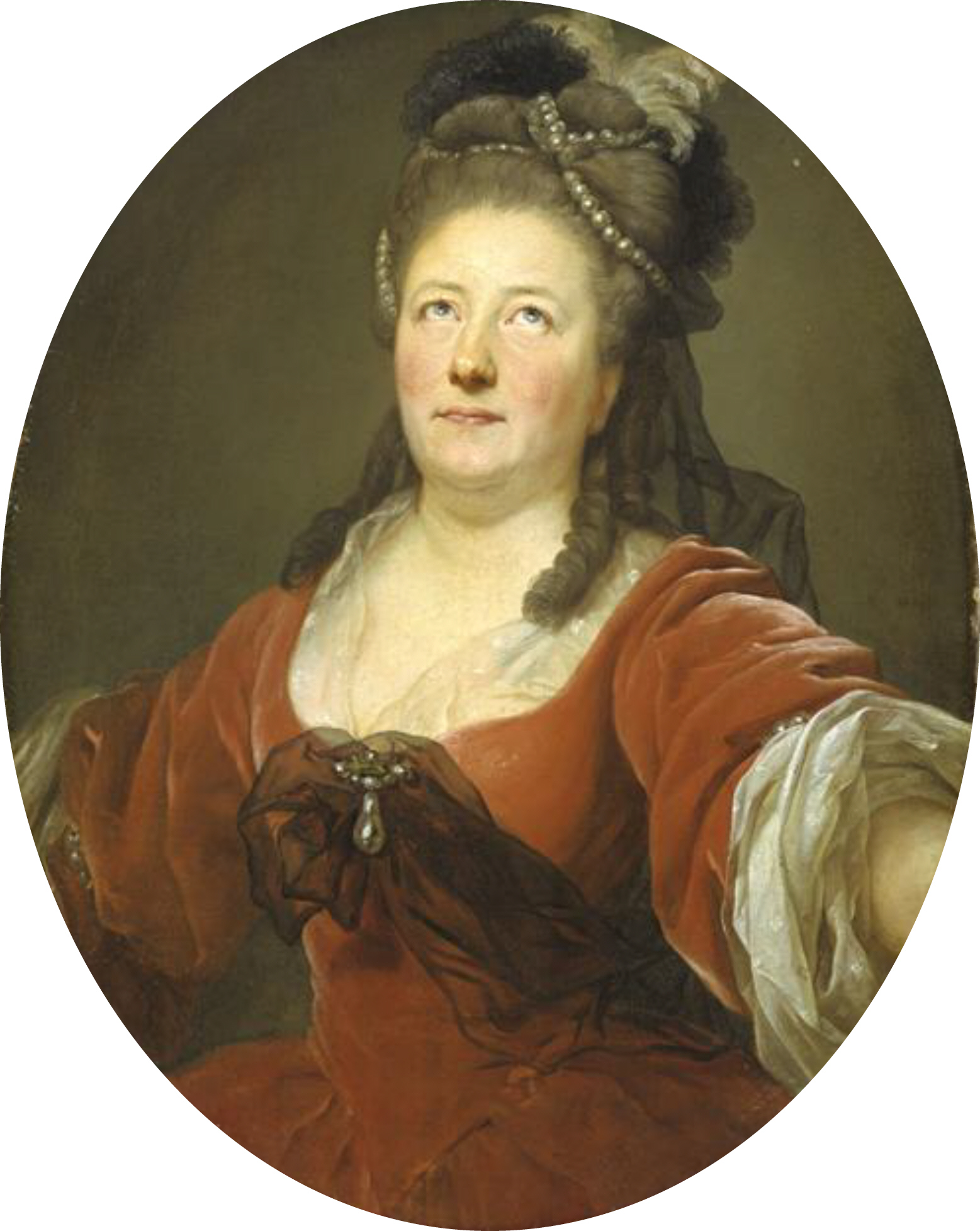
Sophie Friederike Hensel, Gemälde von Anton Graff, Kunsthalle Hamburg

Friederike Sophie Seyler, früher Sophie Friederike Hensel (* 1737 oder 1738 in Dresden; † 22. November 1789 in Schleswig; geb. Sparmann, verheiratet Hensel und später Seyler), war eine deutsche Schauspielerin. Sie galt als die berühmteste deutsche Schauspielerin in der zweiten Hälfte des 18. Jahrhunderts, insbesondere als die führende Schauspielerin der Theaterkompanien ihres zweiten Ehemannes Abel Seyler, der Hamburgischen Entreprise und der Seylerschen Schauspiel-Gesellschaft. Gotthold Ephraim Lessing nannte sie in der Hamburgischen Dramaturgie „ohnstreitig eine von den besten Aktricen, welche das deutsche Theater jemals gehabt hat.“ Ihr Singspiel Hüon und Amande (1789) diente als wesentlicher Einfluss auf das Libretto für Die Zauberflöte.

## Leben

Abel Seyler

Sophie Friederike Hensel wurde in Dresden als einziges Kind des Arztes Johann Wilhelm Sparmann und seiner Frau Luise Catharina Pöppelmann geboren. Sie war eine Enkelin des Baumeisters Matthäus Daniel Pöppelmann. Ihre Eltern ließen sich scheiden, als Sophie 11 Jahre alt war. Da ihre Mutter in ein Stift eintrat, wuchs Sophie bei einem Onkel auf, der sie so schlecht behandelt haben soll, dass sie zunächst zu einer anderen Verwandten, später zur Bühne floh.
Ab 1754 war sie Mitglied der Schuchschen Gesellschaft in Danzig und Breslau, wo sie ein Jahr später den Schauspieler Johann Gottlieb Hensel heiratete, von dem sie sich schon 1759 wieder trennte. Sie pendelte einige Zeit zwischen Wien, Frankfurt und Hildburghausen und spielte sogar mit dem Gedanken, wegen ihrer angegriffenen Gesundheit die Schauspielerei aufzugeben. Schließlich wurde sie Mitglied der Ackermannschen Gesellschaft in Hamburg. Die ihr bislang unbekannte Schauspielerin Karoline Schulze konkurrierte mit der gefeierten Tragödin, sodass sich Hensel an der Gründung des Hamburger Nationaltheaters beteiligte, was zur Spaltung der Ackermannschen Gesellschaft führte und Schulze nach Leipzig vertrieb. In Hamburg glänzte Hensel unangefochten als erste tragische Schauspielerin.
Nach dem Ende des Hamburger Nationaltheaters 1769 und einer erneuten Spaltung der Ackermannschen Gesellschaft zog sie mit der „Seylerschen Gesellschaft“, die von ihrem Liebhaber Abel Seyler geleitet wurde, von Bühne zu Bühne. 1787 ließ sie sich schließlich mit Seyler, den sie 1772 geheiratet hatte, in Schleswig nieder, wo er Leiter des Hoftheaters wurde, und sie bis zu ihrem Tod 1789 (nach manchen Quellen auch 1790) auf der Bühne stand. Ihr Mann war Vater des Hamburger Bankiers Ludwig Erdwin Seyler, Chef und Mitinhaber der Berenberg Bank, und der Sophie Seyler (1762–1833), die 1781 mit dem Dichter Johann Anton Leisewitz verheiratet wurde.

## Bedeutung

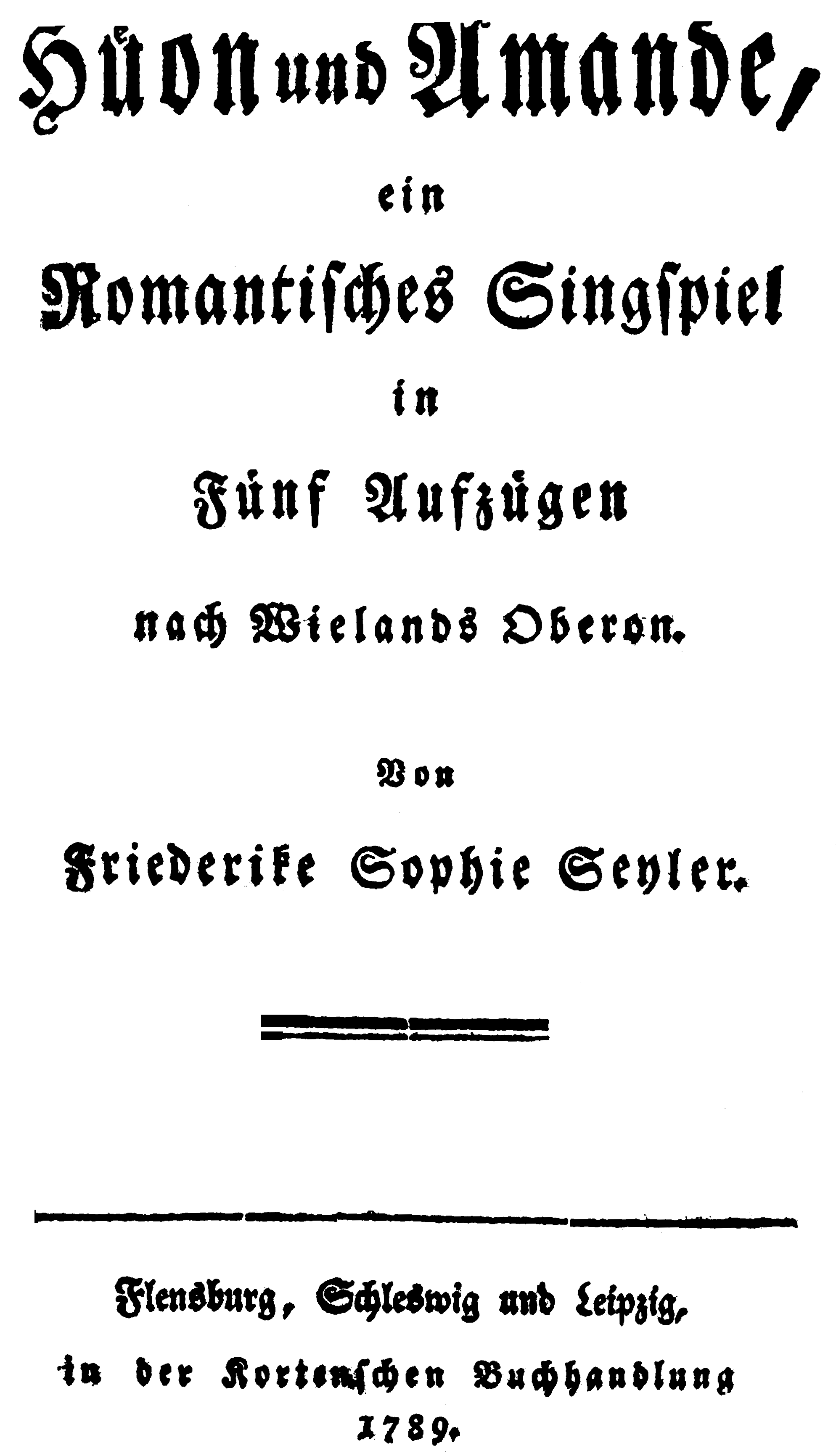
Hüon und Amande von Friederike Sophie Seyler, 1789

Sophie Friederike Hensel galt neben Friederike Caroline Neuber als bedeutendste Schauspielerin ihrer Zeit, die die verschiedensten Charaktere meisterte, aber vor allem in leidenschaftlichen, tragischen Rollen glänzte wie Klytaimnestra, Medea oder Hamlets Mutter. Ein zeitgenössischer Stich aus dem Theaterkalender zeigt sie als wenig schöne, aber imposante Erscheinung.
Der Dichter Gotthold Ephraim Lessing nannte Sophie Friederike Hensel eine der besten deutschen Schauspielerinnen und erwähnte sie in seiner Hamburgischen Dramaturgie mehrmals. Er rühmte die Leichtigkeit und Präzision ihrer Deklamationen, der beim verworrensten Vers kein falscher Ton entschlüpfte, und ihr raffiniertes Spiel. Besonders beeindruckte ihn, wie sie als Titelheldin in seinem Stück Miss Sara Sampson, die Sterbeszene meisterte. Er schrieb über sie: „Kein Wort fällt aus ihrem Munde auf die Erde. Was sie sagt, hat sie nicht gelernt, es kommt aus ihrem eigenen Kopfe, aus ihrem eigenen Herzen. Sie mag sprechen, oder sie mag nicht sprechen, ihr Spiel geht ununterbrochen fort.“
Darüber hinaus galt „die Hensel“ jedoch auch als äußerst schwierige Schauspielerin, die beleidigt auf die leiseste Kritik reagierte und durch ihre große Eitelkeit und Rollensucht für Spannungen sorgte.
Neben ihrer Schauspielerei verfasste sie auch mehrere Bühnenstücke. Ihr Drama Die Entführung oder die zärtliche Mutter – nach einem Roman der irischen Schriftstellerin Frances Sheridan verfasst – wurde in den 1770er Jahren häufig aufgeführt. Es nahm das beliebte Thema „verfolgte Unschuld“ auf, konzentrierte sich aber weniger auf dramatische Szenen zwischen Entführter und Entführer, als vielmehr auf die Verwerfungen in der Familie der Entführten, vor allem die herrschsüchtige Mutter und deren Schwarz-Weiß-Moral.
Außerdem schrieb Hensel das Libretto zu einem Romantischen Singspiel namens Hüon und Amande, das Ende des 18. Jahrhunderts ein Publikumsmagnet in Hamburg war. Auch das Libretto des von Paul Wranitzky komponierten Singspiels Oberon, König der Elfen war eine Bearbeitung von Hensels Text durch den Wiener Schauspieler Carl Ludwig Giesecke.

## Werke
- Die Familie auf dem Lande (1770)
- Die Entführung, oder Die zärtliche Mutter (1772)
- Hüon und Amande (1789)